# 1977 Голяма награда на Австрия
1977 Голяма награда на Австрия е 9-о за Голямата награда на Австрия и дванадесети кръг от сезон 1977 във Формула 1, провежда се на 14 август 1977 година на пистата Йостерайхринг близо до Шпийлберг, Австрия.

## История на кръга
Спонсорски проблеми принуди Франко Амброзио да се оттегли от отбора на Шадоу заедно с протежето му Рикардо Патрезе. Вместо това отборът повика Артуро Мерцарио като съотборник на Алън Джоунс. АТС са отново с двама пилоти като този път Ханс Биндер е нает да кара за тима редом до Жан-Пиер Жарие, докато Хескет назначи Иън Ашли, за да партнира на Рупърт Кийгън и Хектор Ребак. Единствено отборите на БРМ и РАМ Рейсинг пропускат това състезание.

### Квалификация
Ники Лауда постига пол-позиция с десета по-бърз от Джеймс Хънт, а въпреки проблемите на Лотус на трасето Йостерайхринг, Марио Андрети записа трето време. Ханс-Йоахим Щук за първи път побеждава съотборника си Джон Уотсън (оставайки едва 12-и) в квалификацията, класирайки се четвърти. Карлос Ройтеман, Жак-Анри Лафит, Патрик Тамбей, Джоди Шектър, Йохен Мас и Патрик Депайе са останалите пилоти, които постигат времена в топ 10. За първи път в своята кариера след ГП на Испания 1977 Емилио де Вильота се класира за Гран При за разлика от Брайън Хентън, Ашли, Ребак и Алекс Рибейро.

### Състезание
Почти голяма част от пилотите започват състезанието с гуми за мокър асфалт след пресипалия се дъжд в неделя сутринта. Лауда успя да се защити от успешния старт на Хънт, преди Андрети да изпревари и двамата пилоти в първия завой, след което отвори преднина пред останалите. Зад тях Клей Регацони и Виторио Брамбила излязоха от трасето като последния успя да се върне на трасето с две обиколки закъснение. След края на втората обиколка Хънт изпревари Лауда, следван от Шектър и Нилсон, който изпревари както Волф-а така и Макларън-а за две обиколки. Мерцарио също мина пред трудното за управление Ферари за шеста позиция, но трасето изсъхва. Иън Шектър се завърта след като премина през мокра част от трасето, но той избегна удар с приидващите пилоти, докато Лафит влезе в бокса с проблеми по управлението на неговото Лижие.
В 10-а обиколка спря в бокса за смяна на мокри със сухи гуми, връщайки се на 13-а позиция пред Кийгън. Ферари-тата на Лауда и Ройтеман продължават да вървят назад в колоната, докато Алън Джоунс взе петата позиция от Мерцарио, след като италианеца също спря в бокса в 11-а обиколка. Обиколка по-късно Андрети отпадна след като двигателя му го предаде, давайки лидерството на Хънт, който е преследван от Шектър, Джоунс и Щук. Съотборникът на Джеймс, Мас спря в бокса със съмнение за проблем в двигателя. Германецът се върна на 14-а позиция, докато Лауда изпревари Инсайн-а на Тамбей. В 16-а обиколка Джоунс взе второто място от Шектър, след като се справи с Брабам-а на Щук.
Нилсон продължи с прогреса си, стигайки до третата позиция в 33-та обиколка, преди двигателя му да гръмне пет обиколки по-късно. Хънт увеличи преднината си на 22 секунди пред Джоунс, Лауда, Шектър, Щук и Рони Петерсон, докато останалите са затворени с една обиколка. Тамбей е на седмата позиция преди двигателя му да се повреди в 42-рата обиколка, но голямата драма дойде две обиколки по-късно, когато Хънт спря болида си извън трасето с два повредени цилиндъра. Така Джоунс поведе в състезанието пред Лауда и Щук, докато Шектър също напусна надпреварата излизайки от трасето, две обиколки след отпадането на Хънт.
Джоунс пресече финалната линия на 20 секунди пред Лауда, за да донесе за отбора на Шадоу първата победа и първа за австралиеца. Това се оказа много важна за тях след трагичните сцени в Киалами в началото на сезона, които отнеха живота на Том Прайс, както и с финансовите проблеми вътре в тима. Лауда остана втори, но с отпаданията на Шектър и Андрети австриеца увеличи преднината си в класирането при пилотите, а Щук успя да удържи третата позиция от Ройтеман за своя втори последователен подиум. Петерсон завърши пети, след като съотборника му в Тирел, Депайе се свлече назад в колоната заради спукана гума. Извън точките са Кийгън, който загуби позиция от Мас след отпадането на Шектър, а Уотсън изпревари Патрик Нев за осма позиция. Самият белгиец е критикуван от отбора на Волф, макар повечето да смятат че вината е изцяло на Шектър. Брет Лънгър, Емерсон Фитипалди, Биндер, Депайе, Жарие, Брамбила и Верн Шупан са останалите финиширали състезанието. Последен е класиран де Вильота, въпреки че испанеца катастрофира няколко обиколки до финала.

## Класиране
| Поз | No | Пилот             | Конструктор       | Обиколки | Време/Отпадане | Място | Точки |
| --- | -- | ----------------- | ----------------- | -------- | -------------- | ----- | ----- |
| 1   | 17 | Алън Джоунс       | Шадоу-Форд        | 54       | 1:37:16.49     | 14    | 9     |
| 2   | 11 | Ники Лауда        | Ферари            | 54       | +20.13         | 1     | 6     |
| 3   | 8  | Ханс-Йоахим Щук   | Брабам-Алфа Ромео | 54       | +34.5          | 4     | 4     |
| 4   | 12 | Карлос Ройтеман   | Ферари            | 54       | +34.75         | 5     | 3     |
| 5   | 3  | Рони Петерсон     | Тирел-Форд        | 54       | +72.09         | 15    | 2     |
| 6   | 2  | Йохен Мас         | Макларън-Форд     | 53       | +1 Об.         | 9     | 1     |
| 7   | 24 | Рупърт Кийгън     | Хескет-Форд       | 53       | +1 Об.         | 20    |       |
| 8   | 7  | Джон Уотсън       | Брабам-Алфа Ромео | 53       | +1 Об.         | 12    |       |
| 9   | 27 | Патрик Нев        | Марч-Форд         | 53       | +1 Об.         | 22    |       |
| 10  | 30 | Брет Лънгър       | Макларън-Форд     | 53       | +1 Об.         | 17    |       |
| 11  | 28 | Емерсон Фитипалди | Фитипалди-Форд    | 53       | +1 Об.         | 23    |       |
| 12  | 33 | Ханс Биндер       | Пенске-Форд       | 53       | +1 Об.         | 19    |       |
| 13  | 4  | Патрик Депайе     | Тирел-Форд        | 53       | +1 Об.         | 10    |       |
| 14  | 34 | Жан-Пиер Жарие    | Пенске-Форд       | 52       | +2 Об.         | 18    |       |
| 15  | 19 | Виторио Брамбила  | Съртис-Форд       | 52       | +2 Об.         | 13    |       |
| 16  | 18 | Верн Шупан        | Съртис-Форд       | 52       | +2 Об.         | 25    |       |
| 17  | 36 | Емилио де Вильота | Макларън-Форд     | 50       | Катастрофа     | 26    |       |
| Отп | 20 | Джоди Шектър      | Волф-Форд         | 45       | Завъртане      | 8     |       |
| Отп | 1  | Джеймс Хънт       | Макларън-Форд     | 43       | Двигател       | 2     |       |
| Отп | 23 | Патрик Тамбе      | Инсайн-Форд       | 41       | Двигател       | 7     |       |
| Отп | 6  | Гунар Нилсон      | Лотус-Форд        | 38       | Двигател       | 16    |       |
| Отп | 16 | Артуро Мерцарио   | Шадоу-Форд        | 29       | Ск.кутия       | 21    |       |
| Отп | 26 | Жак-Анри Лафит    | Лижие-Матра       | 21       | Горивна попма  | 6     |       |
| Отп | 5  | Марио Андрети     | Лотус-Форд        | 11       | Двигател       | 3     |       |
| Отп | 10 | Иън Шектър        | Марч-Форд         | 2        | Инцидент       | 24    |       |
| Отп | 22 | Клей Регацони     | Инсайн-Форд       | 0        | Инцидент       | 11    |       |
| НКв | 38 | Брайън Хентън     | Марч-Форд         |          |                |       |       |
| НКв | 39 | Иън Ашли          | Хескет-Форд       |          |                |       |       |
| НКв | 25 | Ектор Ребаке      | Хескет-Форд       |          |                |       |       |
| НКв | 9  | Алекс Рибейро     | Марч-Форд         |          |                |       |       |

## Класиране след състезанието
| Поз | Пилот           | Точки |
| --- | --------------- | ----- |
| 1   | Ники Лауда      | 54    |
| 2   | Джоди Шектър    | 38    |
| 3   | Карлос Ройтеман | 34    |
| 4   | Марио Андрети   | 32    |
| 5   | Джеймс Хънт     | 22    |

| Поз | Конструктор       | Точки |
| --- | ----------------- | ----- |
| 1   | Ферари            | 73    |
| 2   | Лотус-Форд        | 47    |
| 3   | Волф-Форд         | 38    |
| 4   | Макларън-Форд     | 35    |
| 5   | Брабам-Алфа Ромео | 27    |

- Бележка: И в двете класирания са показани само първите пет отбора.